# آیدین کارابولوت
آیدین کارابولوت (انگلیسی: Aydın Karabulut؛ زادهٔ ۲۵ ژانویهٔ ۱۹۸۸) بازیکن فوتبال اهل ترکیه است.
از باشگاه‌هایی که در آن بازی کرده‌است می‌توان به باشگاه ورزشی گنچلربیرلیغی، باشگاه فوتبال آنکارا اسپور، باشگاه فوتبال الازیغ‌اسپور، باشگاه فوتبال آنکاراگوچو، باشگاه فوتبال کاردمیر قره‌بوک‌اسپور، باشگاه فوتبال سیواس‌اسپور، باشگاه فوتبال بشیکتاش، باشگاه فوتبال بورسااسپور، و باشگاه ورزشی گوزتپه اشاره کرد.
وی همچنین در تیم‌های ملی فوتبال Turkey national under-19 football team و زیر ۲۱ سال ترکیه بازی کرده‌است.

## یادکرد ویکی‌پدیا
- مشارکت‌کنندگان ویکی‌پدیا. «Aydın Karabulut». در دانشنامهٔ ویکی‌پدیای انگلیسی، بازبینی‌شده در ۲۸ مارس ۲۰۲۲.